# 삼성 갤럭시 피트
삼성 갤럭시 피트(Samsung Galaxy Fit)는 삼성전자에서 제조/판매하는 안드로이드 스마트폰이다.
2011년 2월에 출시했다.

## 운영 체제/소프트웨어

### 안드로이드 2.2 프로요
안드로이드 OS 2.2.1 프로요를 탑재하여 출시했다.

## 같이 보기
- 삼성 갤럭시 미니
- 삼성 갤럭시 에이스
- 삼성 갤럭시 지오